# Городовое положение
Городово́е положе́ние — название законов о городском самоуправлении в России:
1. 1785, по Жалованной грамоте городам, было введено сословное самоуправление;
2. 1846 — для Санкт-Петербурга, 1862 — для Москвы, заменяло Шестигласную думу всесословной Распорядительной думой;
3. 1870, вводило бессословную городскую думу и городскую управу (по реформе Александра II);
4. 1892, одна из контрреформ[1].

Санкт-Петербург, в виде исключения, с 1903 года управлялся по отдельному Положению об общественном управлении.

## Издания Городового положения
- Положение 1892 года: Городовое положение с законодательными мотивами, разъяснениями и дополнительными узаконениями / Сост. С. Г. Щегловитов. — СПб.: Тип. М. М. Стасюлевича, 1892. — 736 с.
- Положение об общественном управлении города Санкт-Петербурга, с изложением рассуждений, на коих оно основано / Издание Государственной Канцелярии.. — СПб., 1904. — 158 с.